# 京田辺市いけばな協会
京田辺市いけばな協会（きょうたなべしいけばなきょうかい）は、いけばなの普及と文化高揚を目的とした京田辺市で活動する華道家の団体。1992年（平成4年）、西阪慶眞を会長として、流派をこえた地域華道家の資質向上・コミュニケーションをはかっている。
会員は現在38名の諸流派教授資格者が登録され、事務局は会長宅においている。

## 主な活動
- 展覧会 - 「京田辺市いけばな協会展」を年1回開催（春、又は秋）。
- 親睦会 - 総会を兼ねて年1回開催。
- 会報「花薫染」を不定期発行（年1回以上）。

## 役員
役員構成は会長1名、副会長1名、顧問若干名、理事数名、会計2名、監査2名。
平成22年の役員は次の通り。
- 顧問: 西阪慶眞 (専慶流)
- 会長: 喜多正洲 (嵯峨御流)
- 副会長: 小幡嶺甫 (未生流笹岡)
- 理事: 榊孝甫 (御室流)、森永一茂 (草悦流)、伊倉渥甫 (未生流)
- 事務局長: 中村和甫 (未生流)
- 会計: 岡本幸甫 (未生流笹岡)
- 監査: 川崎幸甫 (未生流)、木原眞常 (専慶流)